# フミリア科
フミリア科（フミリアか、HumiriaceaeまたはHoumiriaceae）は双子葉植物の科。南米（および1種のみ西アフリカ）の熱帯に分布する常緑性木本、8属50種ほどからなる。葉は単葉で互生。花は5数性の両性花、萼と花弁があり、雄蕊は10ないし多数ある。子房上位。円錐花序につく。果実は核果で核が水に浮いて散布される。
属：
- Duckesia
- Endopleura
- Hylocarpa
- Humiria
- Humiriastrum
- Sacoglottis
- Schistostemon
- Vantanea